# Chicago Millennium Station

Die Millennium Station, früher Randolph Street Terminal oder Randolph Street Station, ursprünglich als Great Central Station eröffnet, ist ein Kopfbahnhof in der US-amerikanischen Metropole Chicago. Er ist neben der Union Station, dem Ogilvie Transportation Center und der LaSalle Street Station einer der vier großen Bahnhöfe im Stadtzentrum.

## Geschichte
Die Illinois Central Railroad eröffnete den Bahnhof 1856 unter dem Namen Great Central Station als ihr Terminus in Downtown Chicago. Ebenfalls nutzte die Michigan Central Railroad den Bahnhof. Zum Zeitpunkt des Baus handelte es sich dabei um das größte Gebäude Chicagos.
1871 wurde der Bahnhof beim großen Brand von Chicago schwer beschädigt, die durch die Flammen zerstörte Bahnhofshalle wurde nicht wieder aufgebaut.
1893 wurde aus Kapazitätsgründen für den Fernverkehr an der Roosevelt Road die neue Chicago Central Station errichtet, so dass an der Great Central Station nunmehr Vorortszüge verblieben.
1926 elektrifizierte die Illinois Central Railroad den Vorortsverkehr auf ihren Zulaufstrecken nach Chicago, woraufhin der gesamte Pendlerverkehr am neu Randolph Street Terminal genannten Bahnhof konzentriert wurde. Zwischen den 1980er-Jahren und 2005 erlebte der Bahnhof zahlreiche Umbaumaßnahmen, so wurden die Bahnanlagen komplett in den Untergrund gelegt und auf den ehemaligen Gleisanlagen der Millennium Park angelegt. Mit Abschluss der Umbaumaßnahmen erhielt den Bahnhof seinen neuen Namen Millennium Station, wenngleich Randolph Street Terminal im allgemeinen Sprachgebrauch immer noch genutzt wird.

## Aufbau des Bahnhofs
Die Bahnanlagen sind komplett unterirdisch und befinden sich auf zwei Ebenen. Auf der sieben Gleise umfassenden oberen Ebene verkehren die Züge der NICD-South Shore Line, auf der unteren Ebene mit fünf Gleisen verkehren die Züge der METRA. Der Haupteingang befindet sich an der Kreuzung zwischen Michigan Avenue und Randolph Street; letztere war des Bahnhofs frühere Namenspatin.

## Verkehr
Die Millennium Station ist nach der Union Station und dem Ogilvie Transportation Center Chicagos drittmeistfrequentierter Bahnhof. In Nordamerika belegt er Rang 14. Der operative Verkehr obliegt METRA und der Northern Indiana Commuter Transportation District (NICD).
NICD
Die NICD betreibt unter dem Markennamen South Shore Line überregionale Pendlerzüge zwischen Chicago und dem South Bend Airport in Indiana. Weitere bediente Städte sind beispielsweise East Chicago, Gary oder Michigan City.
METRA
Die Millennium Station ist einer der vier METRA-Termini in Downtown Chicago. METRA bedient den Bahnhof mit der Metra Electric Line, welche aus drei Linienästen besteht:
- Millennium Station–South Chicago
- Millennium Station–Blue Island
- Millennium Station–University Park

Stadtverkehr
Die Millennium Station ist nicht direkt mit dem städtischen Hochbahnsystem verknüpft, jedoch befindet sich die Chicago L-Station Washington/Wabash in fußläufiger Entfernung. Rund um den Bahnhof befinden sich zahlreiche Bushaltestellen der Chicago Transit Authority.
Die anderen drei großen Bahnhöfe, Union Station, Ogilvie Transportation Center und LaSalle Street, befinden sich alle im Umkreis von rund einer Meile von der Millennium Station entfernt.